# Radotice

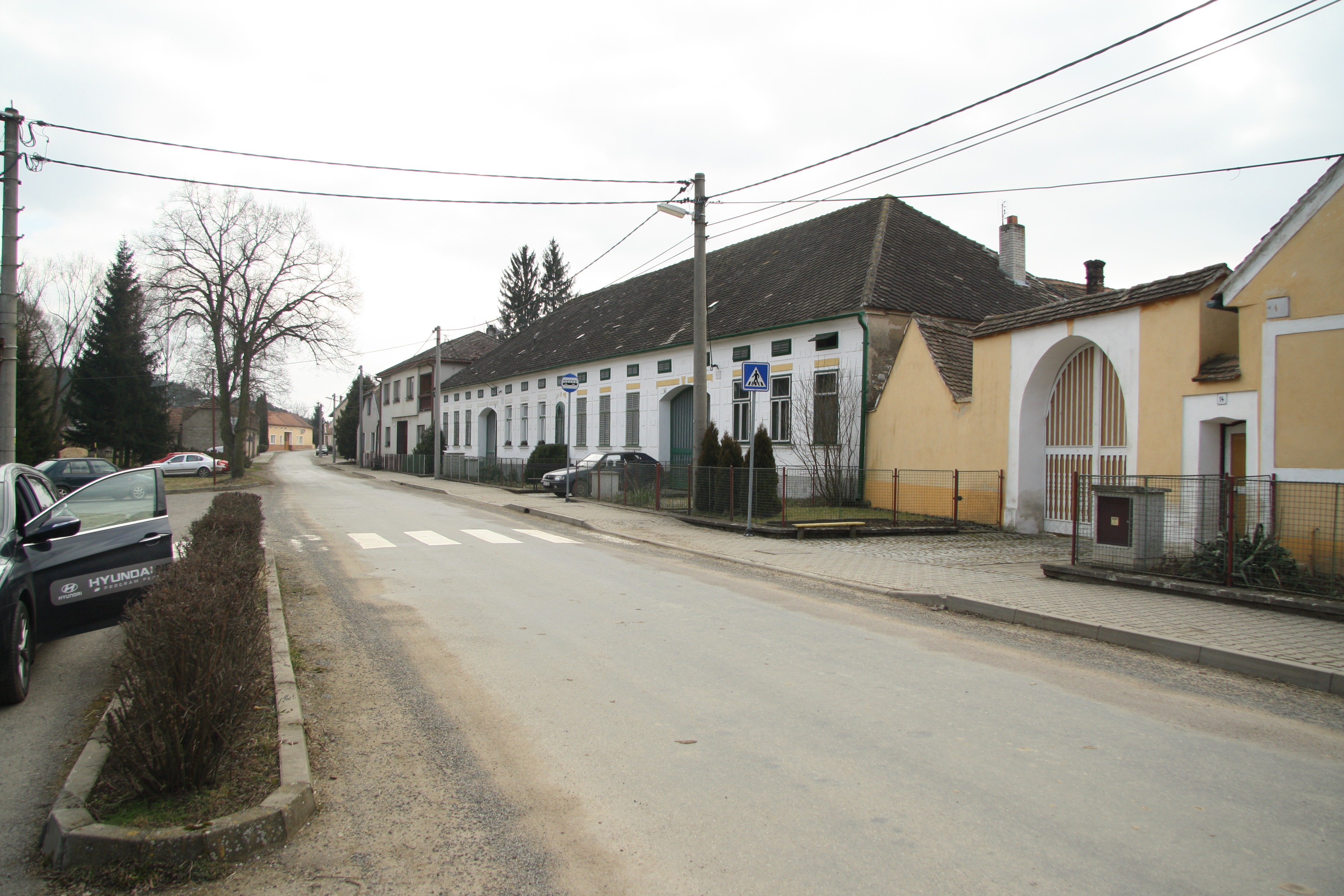
Ortszentrum

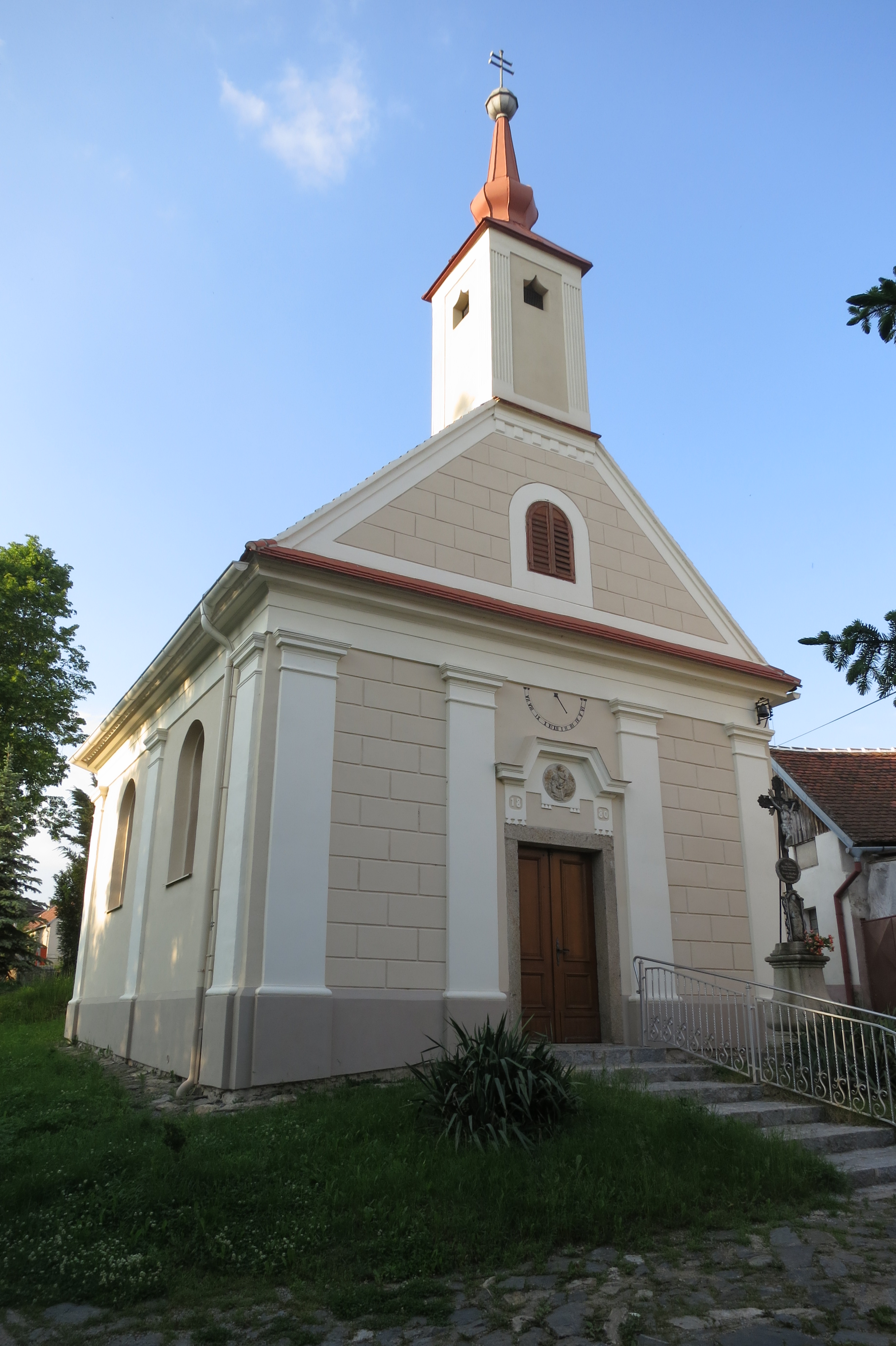
Kapelle der hl. Familie

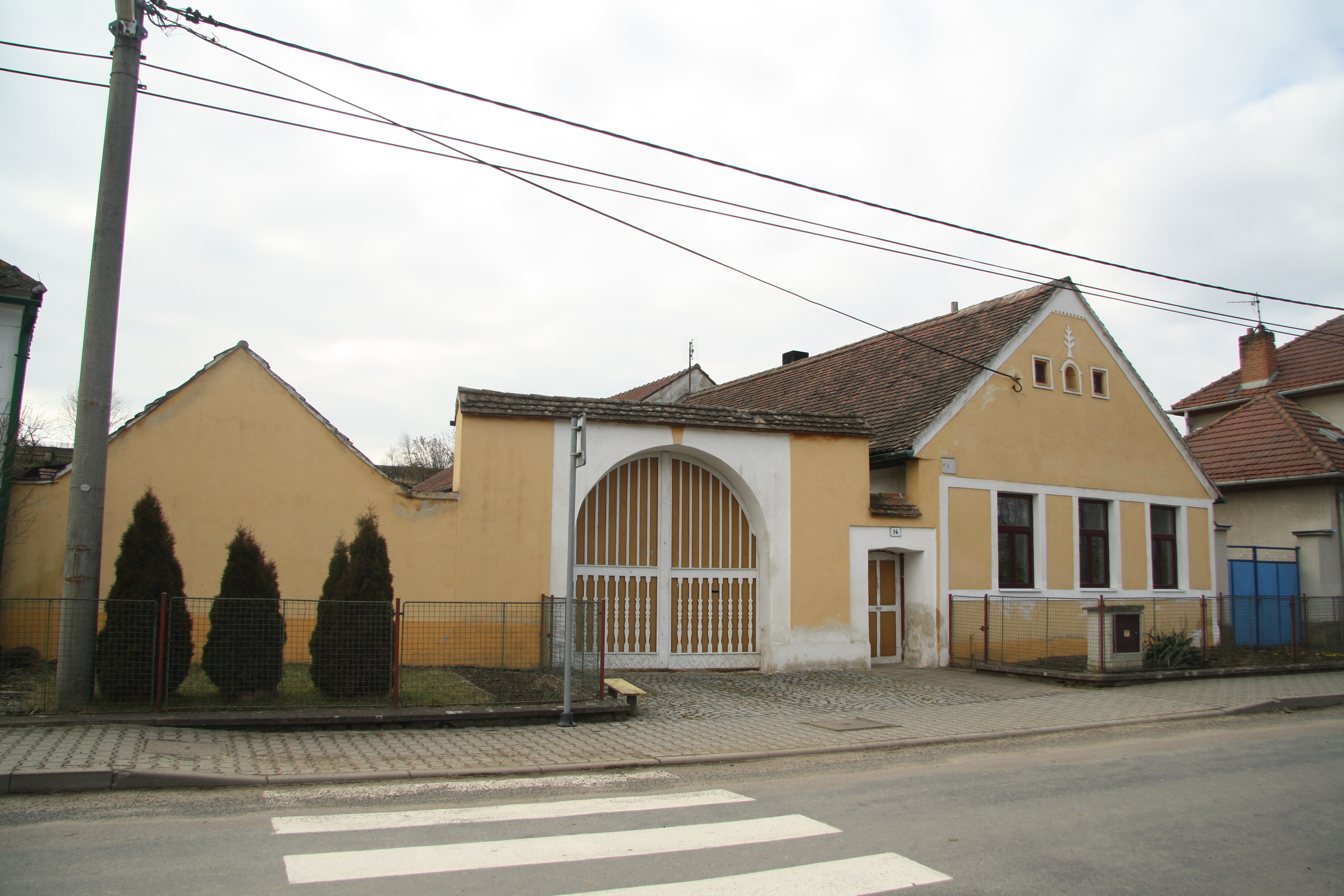
Haus Nr. 14

Radotice (deutsch Radotitz) ist eine Gemeinde in Tschechien. Sie liegt fünf Kilometer südlich von Jemnice und gehört zum Okres Třebíč. Die Gemeinde ist Teil der Mikroregion Jemnice.

## Geographie
Das Breitangerdorf Radotice befindet sich im Tal des Flüsschens Želetavka in der Jemnická kotlina (Jamnitzer Becken). Nordöstlich erhebt sich der Horní Kříž (506 m n. m.), im Osten die Dobrá (516 m n. m.) und südwestlich Steinerthalert (503 m n. m.).
Nachbarorte sind Týnický Mlýn, Jemnice und Lhotice im Norden, Slavíkovice, Dobrá Voda und Jiratice im Nordosten, Kostníky im Osten, Police im Südosten, Bačkovice im Süden, Šimkův Mlýn, Dančovice, Dešná und Plačovice im Südwesten, Chvalkovice und Lovčovice im Westen sowie Menhartice und Pálovice im Nordwesten.

## Geschichte
Die erste urkundliche Erwähnung von Radotice erfolgte um 1360 als Besitz des Adam von Radotic. Im Jahre 1369 erbten dessen Söhne Andreas und Rinhart das Gut. Um 1390 erwarb der ehemalige Brünner Münzmeister Martin das Gut und nannte sich danach Martin von Radotic. Er nahm 1406 seine Neffen Leonard und Martin in Gütergemeinschaft auf und veräußerte 1415 seinen Anteil von Radotice an Zderad Strnad von Budkov. In der Mitte des 15. Jahrhunderts kam das Dorf ganz oder teilweise zur Herrschaft Bítov. Nach dem Tode des Georg Bítovský von Lichtenburg traten Smil Bítovský von Lichtenburg und dessen gleichnamiger Sohn 1454 die ihnen zugefallene Hälfte von Radotice mit dem halben Hof und dem halben Wald Jawořy gegen 80 Schock Groschen an Johann Bítovský von Lichtenburg auf Zornstein ab. 1459 ist ein Freihof nachweislich, der nach dem Tod der Brüder Peter und Georg von Zwolenowicz dem Zdenek von Uhřímov landtäflig zugeschrieben wurde. Im Jahre 1490 trat Wolfgang Ofner von Radotic das Dorf, die Feste und den Hof Radotice dem Wenzel von Meinhartic ab, der den Besitz umgehend an Wilhelm von Pernstein weiterreichte. Letzterer veräußerte das Gut 1492 an Puta von Lichtenburg, der es zwei Jahre später dem Wenzel Dywuček von Počepic überschrieb. 1539 erwarben die Hrubčický von Čechtín das Gut Radotice. Nachfolgende Besitzer waren ab 1574 Magdalena von Zlunic und ab 1590 deren Tochter Ursula Zahrádecká von Zahrádek. Im Jahre 1629 verkaufte Christina von Říčan-Budiškowic Radotice mit der Feste, dem Hof und einer Mühle für 5500 Mährische Gulden an Hynek Grün von Stürzenberg. Dessen Tochter Helena Polyxena Kořenská von Tereschau veräußerte das Gut Radotitz mit dem Dorf, einem Meierhof und einem Schafhof am 24. Juli 1667 für 7500 Rheinischer Gulden an Jakob Berchtold zu Ungarschitz, der es mit einer Herrschaft Pullitz vereinte. Karl von Berchtold veräußerte die Herrschaft Pullitz 1821 an August von Segür.
Im Jahre 1834 bestand das im Znaimer Kreis gelegene Dorf Radotitz bzw. Radotice aus 27 Häusern mit 234 mährischsprachigen Einwohnern. Erwerbsquelle bildete die Landwirtschaft. Im Ort gab es einen herrschaftlichen Meierhof. Pfarrort war Gdossau. Bis zur Mitte des 19. Jahrhunderts blieb Radotitz der Allodialherrschaft Pullitz untertänig.
Nach der Aufhebung der Patrimonialherrschaften bildete Radostice / Radotitz ab 1848 eine Gemeinde im Gerichtsbezirk Jamnitz. Ab 1869 gehörte Radostice zum Bezirk Datschitz; zu dieser Zeit hatte das Dorf 228 Einwohner und bestand aus 41 Häusern. Der tschechische Ortsname wurde zum Ende des 19. Jahrhunderts wieder in Radotice geändert. 1896 wurde die Gemeinde dem Bezirk Mährisch Budwitz zugeordnet. Im Jahre 1900 lebten in Radotice 283 Personen; 1910 waren es 302. Nach dem Ersten Weltkrieg zerfiel der Vielvölkerstaat Österreich-Ungarn, das Dorf wurde 1918 Teil der neu gebildeten Tschechoslowakischen Republik. Beim Zensus von 1921 lebten in den 45 Häusern von Radotice wiederum 302 Personen, darunter 301 Tschechen. Im Jahre 1930 bestand Radotice aus 53 Häusern und hatte 295 Einwohner. Nach dem Münchner Abkommen verblieb die Gemeinde 1938 bei der Tschechoslowakei; westlich des Dorfes wurde die Grenze zum Großdeutschen Reich gezogen. Von 1939 bis 1945 gehörte Radotice / Radotitz zum Protektorat Böhmen und Mähren. Im Jahre 1950 hatte Radotice 255 Einwohner. Bei der Gebietsreform von 1960 wurde Radotice im Zuge der Aufhebung des Okres Moravské Budějovice dem Okres Třebíč zugeordnet. Mit Beginn des Jahres 1980 erfolgte die Eingemeindung nach Jemnice. Seit dem 1. Januar 1993 besteht die Gemeinde Radotice wieder. Beim Zensus von 2001 lebten in den 55 Häusern von Radotice 149 Personen.

## Sehenswürdigkeiten
- Kapelle der hl. Familie
- gußeisernes Kreuz vor der Kapelle
- mehrere denkmalgeschützte Gehöfte in Volksbauweise